# Stade Leônidas Sodré de Castro
Le Stade Leônidas Sodré de Castro (en portugais : Estádio Leônidas Sodré de Castro), également connu sous le nom de Stade Leônidas Castro (en portugais : Estádio Leônidas Castro) et également surnommé Stade de Curuzú (en portugais : Estádio da Curuzú), est un stade de football brésilien situé dans la ville de Belém, dans l'État du Pará.
Le stade, doté de 16 200 places et inauguré en 1914, sert d'enceinte à domicile à l'équipe de football du Paysandu Sport Club.
Le stade porte le nom de Leônidas Sodré de Castro, responsable de la construction du stade et de l'acquisition du siège du club en 1927.

## Histoire
Le stade ouvre ses portes en 1914 dans le quartier de São Braz, au nord-est de la ville.
Le Paysandu SC achète le terrain du stade situé à l'Empresa Ferreira & Comandita pour une somme totale de 12 reales en juillet 1918 et l'inaugure le 27 juillet du même mois.
Le 4 juillet 1997, un des buts les buts les plus rapides de l'histoire du football est inscrit au stade (inscrit par Vital Filho, joueur de Paysandu), à la 4e seconde de la première mi-temps de la rencontre entre Paysandu et Santa Rosa EC.
En 1974, le stade est rénové, et le match d'inauguration a lieu le 2 février 1974 lors d'une rencontre entre le Paysandu et son rival du Clube do Remo. C'est à partir de cette date que le stade est renommé sous son nom actuel, le Stade Leônidas Sodré de Castro.
Le 22 décembre 2001, c'est dans ce stade que le Paysandu l'emporte 4-0 sur l'Avaí et remporte le championnat du Brésil D2 (Série B).
Le 28 avril 2002, c'est également dans ce stade que le Paysandu l'emporte 3-0 sur São Raimundo et remporte la Copa Norte.
Il est surnommé le Stade de Curuzú car il est situé près de la rue du même nom. Il est également surnommé Vovô da Cidade (en français : Grand-père de la ville), car il est le plus vieux stade de l'état du Pará.

## Galerie

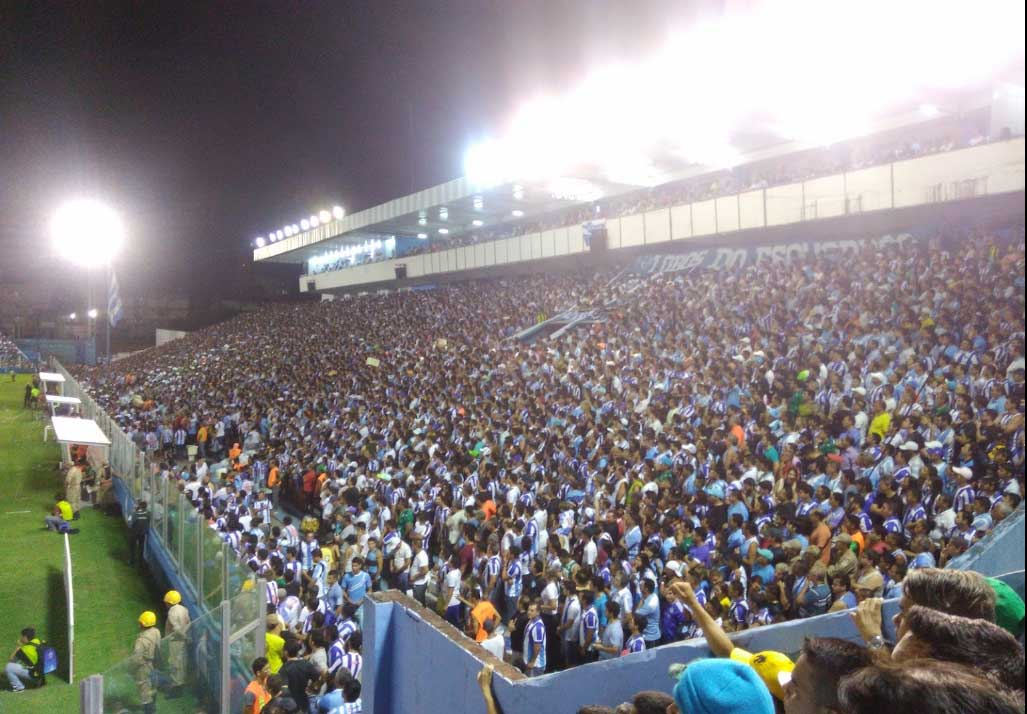
Vue de la tribune
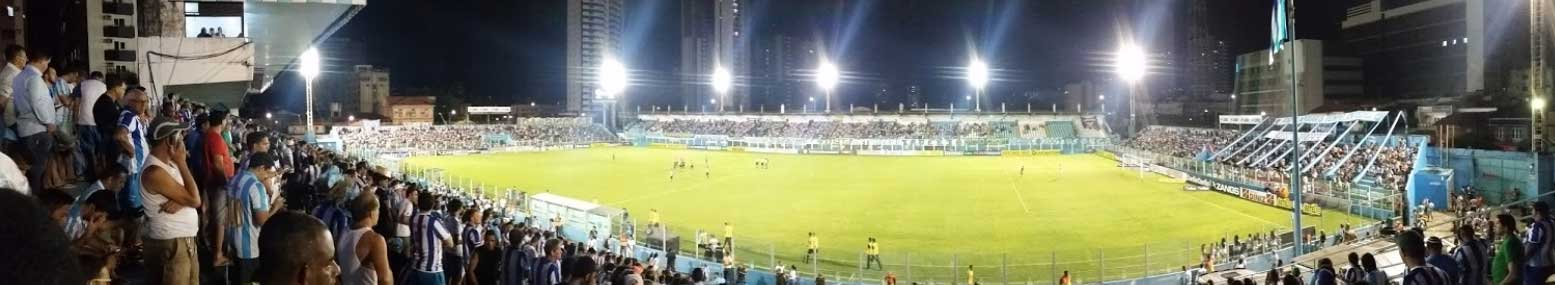
Vue panoramique du stade